# Material compuesto

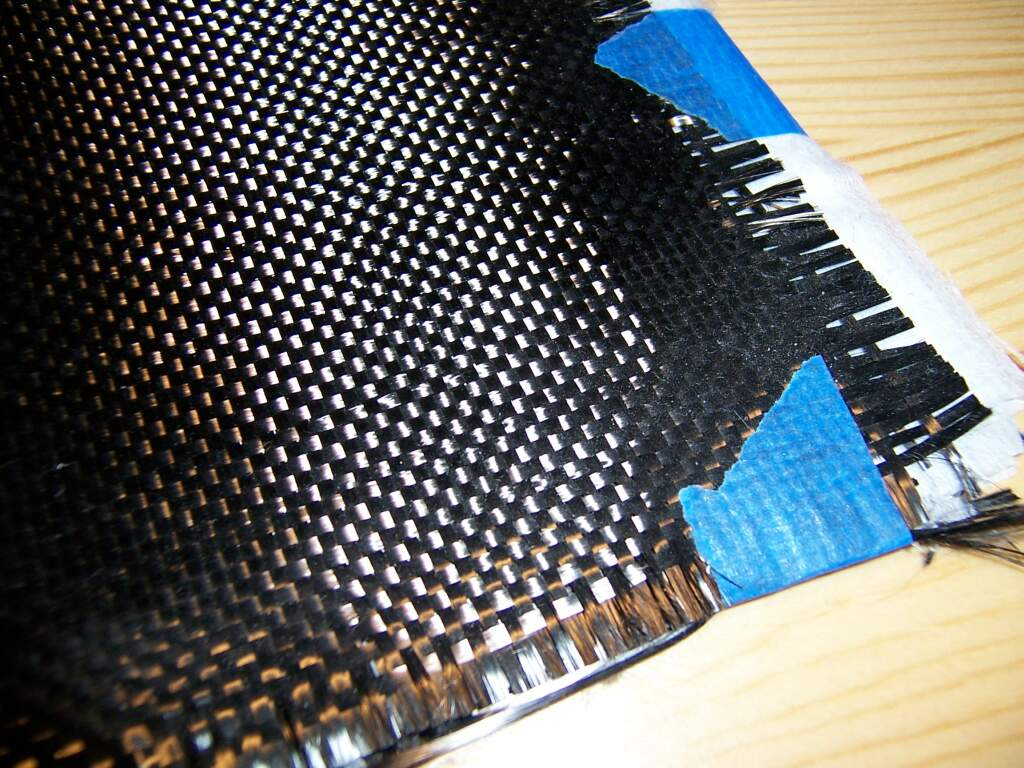
Tejido de fibra de carbono.

En ciencia de materiales reciben el nombre de materiales compuestos aquellos materiales que se forman por la unión de dos o más materiales para conseguir la combinación de propiedades que no es posible obtener en los materiales originales. Estos compuestos pueden seleccionarse para lograr combinaciones poco usuales de rigidez, resistencia, peso, rendimiento a alta temperatura, resistencia a la corrosión, dureza o conductividad. Los materiales son compuestos cuando cumplen las siguientes características:
- Están formados por dos o más componentes distinguibles físicamente y separables mecánicamente.
- Presentan varias fases químicamente distintas, completamente insolubles entre sí y separadas por una interfase.
- Sus propiedades mecánicas son superiores a la simple suma de las propiedades de sus componentes (sinergia).
- No pertenecen a los materiales compuestos los materiales polifásicos, como las aleaciones metálicas, en las que mediante un tratamiento térmico se cambia la composición de las fases presentes.[2]

Estos materiales nacen de la necesidad de obtener materiales que combinen las propiedades de los cerámicos, los plásticos y los metales. Por ejemplo, en la industria del transporte son necesarios materiales ligeros, rígidos, resistentes al impacto y que resistan bien la corrosión y el desgaste, propiedades estas que rara vez se dan juntas.
A pesar de haberse obtenido materiales con unas propiedades excepcionales, las aplicaciones prácticas se ven reducidas por algunos factores que aumentan mucho su costo, como la dificultad de fabricación o la incompatibilidad entre materiales. 
La gran mayoría de los materiales compuestos son creados artificialmente, pero algunos, como la madera y el hueso, aparecen en la naturaleza.

## Fases
Aunque existe una gran variedad de materiales compuestos, en todos se pueden distinguir las siguientes partes:
- Agente reforzante: es una fase de carácter discreto y su geometría es fundamental a la hora de definir las propiedades mecánicas del material.
- Fase matriz o simplemente matriz: tiene carácter continuo y es la responsable de las propiedades físicas y químicas. Transmite los esfuerzos al agente reforzante. También lo protege y da cohesión al material.

## Clasificación
Los materiales compuestos se pueden dividir en cuatro grandes grupos:

### Materiales compuestos reforzados con partículas
Están compuestos por partículas de un material duro y frágil dispersas discreta y uniformemente, rodeadas por una matriz más blanda y dúctil.
En la mayoría de los materiales compuestos la fase dispersa es más dura y resistente que la matriz y las partículas de refuerzo tienden a restringir el movimiento de la matriz en las proximidades de cada partícula. En esencia, la matriz transfiere parte del esfuerzo aplicado a las partículas, las cuales soportan una parte de la carga.
Los compuestos reforzados con partículas, se subdividen en reforzados con partículas grandes y endurecidos por dispersión.
Tipos:
- Compuestos con partículas propiamente dichas.

### Materiales compuestos endurecidos por dispersión
El tamaño de la partícula de un material compuesto caracterizado por endurecimiento por dispersión, es muy pequeño (diámetro entre 100 y 2500 μ). A temperaturas normales, estos compuestos no resultan más resistentes que las aleaciones, pero su resistencia disminuye con el aumento de la temperatura. 
Su resistencia a la termofluencia es superior a la de los metales y aleaciones.
Sus principales propiedades son:
- La fase es generalmente un óxido duro y estable.
- El agente debe tener propiedades físicas óptimas.
- No deben reaccionar químicamente el agente y la fase.
- Deben unirse correctamente los materiales.

### Materiales compuestos reforzados con fibras
Un componente suele ser un agente reforzante como una te: fibra de vidrio, cuarzo, kevlar, Dyneema o fibra de carbono que proporciona al material su resistencia a la tracción, mientras que otro componente llamado matriz, que suele ser una resina como epoxy o poliéster, envuelve y liga las fibras, transfiriendo la carga de las fibras rotas a las intactas y entre las que no están alineadas con las líneas de tensión. También, a menos que la matriz elegida sea especialmente flexible, evita el pandeo de las fibras por compresión. Algunos compuestos utilizan un agregado en lugar de una matriz.
En términos de fuerza, las fibras (responsables de las propiedades mecánicas) sirven para resistir la tracción, la matriz (responsable de las propiedades físicas y químicas) para resistir las deformaciones, y todos los materiales presentes sirven para resistir la compresión, incluyendo cualquier agregado.
Los golpes o los esfuerzos cíclicos pueden causar que las fibras se separen de la matriz, lo que se llama delaminación.
El módulo de un material compuesto (𝑬c) depende de la dirección  en que están puestas las fibras (refuerzo) y el modo en que se aplican las tensiones:
- Tensiones con misma dirección que las fibras:

{\displaystyle E_{c}=V_{f}.E_{f}+(1-V_{f}).E_{m}}

- Dirección de fibras perpendicular a las tensiones:

{\displaystyle E_{c}=(V_{f}/E_{f}+(1-V_{f})/E_{m})^{-1}}

### Materiales compuestos estructurales

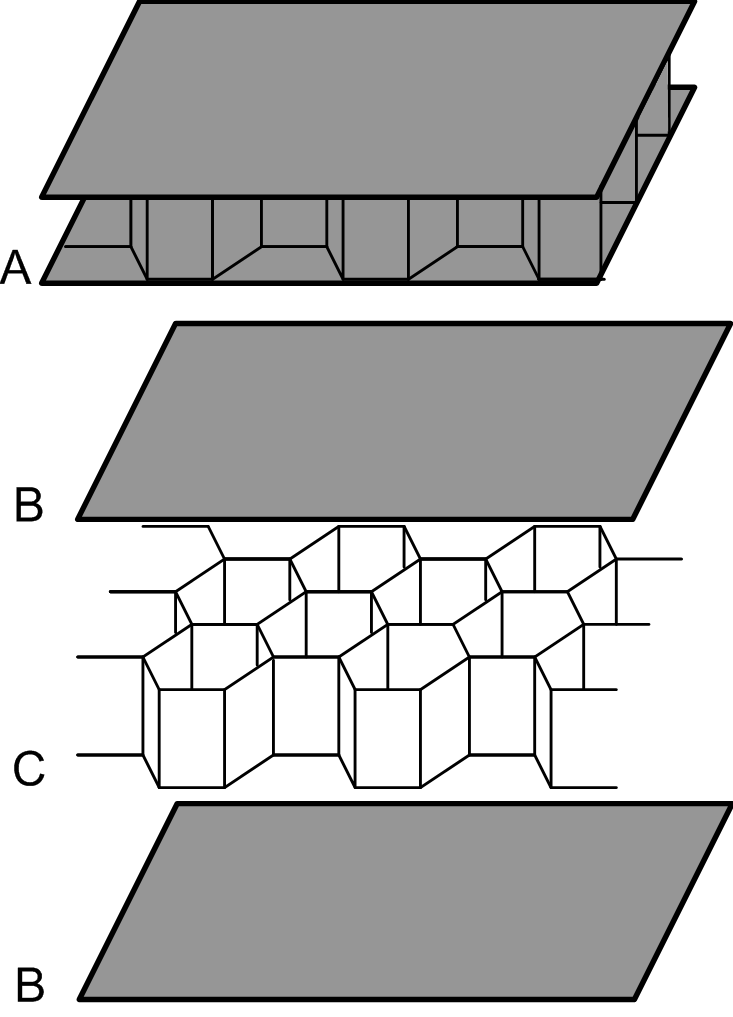
Panel sándwich con núcleo en forma de panal.

Están formados tanto por compuestos como por materiales sencillos y sus propiedades dependen fundamentalmente de la geometría y de su diseño. Los más abundantes son los laminares y los llamados paneles sándwich.
Los laminares están formadas por paneles unidos entre sí por algún tipo de adhesivo u otra unión. Lo más usual es que cada lámina esté reforzada con fibras y tenga una dirección preferente, más resistente a los esfuerzos. De esta manera obtenemos un material isótropo, uniendo varias capas marcadamente anisótropas. Es el caso, por ejemplo, de la madera contrachapada, en la que las direcciones de máxima resistencia forman entre sí ángulos rectos.
Los paneles sándwich consisten en dos láminas exteriores de elevada dureza y resistencia, (normalmente plásticos reforzados, aluminio o incluso titanio), separadas por un material menos denso y menos resistente, (polímeros espumosos, cauchos sintéticos, madera balsa o cementos inorgánicos). Estos materiales se utilizan con frecuencia en construcción, en la industria aeronáutica y en la fabricación de condensadores eléctricos multicapas.

## Ejemplos de materiales compuestos
- Plásticos reforzados con fibra:
  - Clasificados por el tipo de fibra:
    - Madera (fibras de celulosa en una matriz de lignina y hemicelulosa).
    - Plástico reforzado con carbono o CFRP o "fibra de carbono".
    - Plástico reforzado con vidrio (GRP, GFRP o, informalmente, "fibra de vidrio").

  - Clasificados por la matriz:
    - Termoplásticos reforzados por fibra larga.
    - Termoplásticos tejidos de vidrio.
    - Compuestos termoformados o termoestables.

- Compuestos de matriz metálica o MMCs:
  - Cermet (cerámica y metal).
  - Fundición blanca.
    - Metal duro (carburo en matriz metálica).

  - Laminado metal-intermetal.
- Compuestos de matriz cerámica:
  - Hormigón/Concreto.
  - Carbono-carbono reforzado (fibra de carbono en matriz de grafito).
  - Hueso (matriz ósea reforzada con fibras de colágeno).
  - Adobe (barro y paja).
- Compuestos de matriz orgánica/agregado cerámico:
  - Madreperla o nácar.
  - Concreto asfáltico.

- Madera mejorada:
  - Contrachapado.
  - Tableros de fibra orientada (OSB).
  - Trex.
  - Weatherbest (fibra de madera reciclada en matriz de polietileno).
  - Pykrete (aserrín en matriz de hielo).

## Procesos de fabricación
- Moldeo SMC
- Moldeo por proyección
- Moldeo por vía húmeda o contacto
- Apilado por bolsa de vacío
- Resine Transfer Moulding, RTM
- Vacuum Assisted Resine Transfer Moulding, VARTM
- Resine Infusion Moulding, RIM
- Filament Winding
- Fiber Placement
- Pultrusión
- Automatic Tape Laying, AT
- Eb curing

## Commons
- Wikimedia Commons alberga una categoría multimedia sobre Material compuesto.

- Datos: Q181790
- Multimedia: Composite materials / Q181790